# 암살 지령 (1980년 영화)
《암살 지령》(Cuba Crossing, Assignment: Kill Castro, Kill Castro, Sweet Dirty Tony)은 미국에서 제작된 척 워크먼 감독의 1980년 액션 영화이다. 스튜어트 휘트먼 등이 주연으로 출연하였다.

## 출연

### 주연
- 스튜어트 휘트먼
- 로버트 본

### 조연
- 우디 스트로드
- 앨버트 서미
- 마이클 V. 가조
- 레이몬드 세인트 자크
- 시빌 대닝

## 기타
- 배역: 루스 콘포트

## 참고 문헌
- Weldon, Michael (1996). 《The Psychotronic Video Guide To Film》 1판. 뉴욕: St. Martin's Griffin. 312쪽. ISBN 978-0312131494.
- Britton, Wesley Alan (2006). 《Onscreen and Undercover: The Ultimate Book of Movie Espionage》. Santa Barbara, California: Praeger Publishers. 96쪽. ISBN 978-0275992811.